# Синёва, Марфа Фёдоровна
Марфа Фёдоровна Синёва (род. 1936) — советский и российский  художник в области декоративно-прикладного искусства, специалист по хохломской росписи. Член СХ СССР  (1970; СХР с 1991). Лауреат Государственной премии РСФСР имени И. Е. Репина (1969). Заслуженный художник РСФСР (1981).

## Биография
Родилась 22 июля 1936 года в деревне Малое Зиновьево Нижегородской области.
С 1949 по 1954 год обучалась в художественном отделении Семёновской профессионально-технической школы, по окончании которой получила специализацию мастер хохломской росписи. С 1954 по 1971 год работала  работала на Семёновской фабрике «Хохломская роспись» в должности художника.
С 1971 года работала на Липецкой фабрике «Липецкие узоры» являясь одной из творческих основателей этой фабрики и с 1974 по 1999 год — главный художник этой фабрики. М. Ф. Синёвой был внесён весомый вклад в создание художественной росписи, получившей название — «липецкие узоры».
М. Ф. Синёва была участницей всероссийских, всесоюзных и международных выставок. Её произведения участвовали в ВДНХ СССР, за которые она удостаивалась золотой, серебряной и бронзовой медалями этой всесоюзной выставки. Наиболее известные произведения М. Ф. Синёваой в области хохломской росписи, среди них: наборы «Галина», «Анна», «Для кухни», «Ложка сувенирная»,  сервиз «Елена», вазы «Поляна» и «Юность», произведения «Золотой мёд», «Стол расписной» и «Яйцо пасхальное».  Произведения М. Ф. Синёвой находятся в Государственном Русском музее, Липецком областном художественном и областном краеведческом музеях, а также в частных собраниях и галереях России, Франции, Италии, Германии и Японии.
С 1970 года М. Ф. Синёва была избрана членом Союза художников СССР (с 1991 года Союза художников России).
В 1969 году Постановлением СМ РСФСР в области изобразительного искусства М. Ф. Синёва «за создание высокохудожественных произведений прикладного искусства в традициях хохломской росписи»
была удостоена Государственной премии РСФСР имени И. Е. Репина.
10 марта 1981 года М. Ф. Синёвой «за заслуги в области советского декоративно-прикладного искусства» было присвоено почётное звание — Заслуженный художник РСФСР.

## Награды
- Заслуженный художник РСФСР (1980)[6]
- Государственная премия РСФСР имени И. Е. Репина (1969)[5]
- Золотая, серебряная и бронзовая медали ВДНХ СССР[1].